# Andrej Gejm
Andrej Konstantinovič Gejm (in russo Андрей Константинович Гейм?; Soči, 21 ottobre 1958) è un fisico sovietico naturalizzato olandese, vincitore del Premio Nobel per la fisica nel 2010.
È noto per lo sviluppo del Gecko tape, gli studi sulla levitazione diamagnetica, e in particolare per gli studi compiuti sul grafene insieme a Konstantin Novosëlov, suo collega all'Università di Manchester, che hanno valso a entrambi il conferimento del Premio Nobel per la fisica del 2010 «per i pionieristici esperimenti riguardanti il grafene», scoperto dai due fisici nel 2004.

## Biografia
Nato nell'allora Unione Sovietica da popolazione di origine tedesca e di lingua tedesca, "schedato" fin dal passaporto come tedesco, non si è mai sentito russo. Si è sempre sentito discriminato dai russi che fin da piccolo lo insultavano come "nazista" (in quanto tedesco) e "giudeo" (per parte di nonna materna). La sua prima nazionalità è stata sovietica. Oggi ha doppia nazionalità olandese-britannica. Quando si sente definire russo, prova un senso di alienazione e di irrealtà.

### Studi
Nel 1982 Gejm ha conseguito il Master of Science presso l'Istituto di fisica e tecnologia di Mosca e nel 1987 il Ph.D., con V. T. Petrašov, presso l'Istituto di Fisica dello stato solido dell'Accademia russa delle scienze a Černogolovka.

### Carriera
Gejm ha lavorato come ricercatore all'Istituto di tecnologia microelettronica di Černogolovka e quindi come borsista post-doc all'Università di Nottingham, all'Università di Bath e all'Università di Copenaghen, per poi divenire professore associato all'Università Radboud di Nimega. Nel 2001 è divenuto professore di fisica all'Università di Manchester, dove dirige il Centre for Mesoscience and Nanotechnology.
Dal 2007 è Senior Research Fellow dell'Engineering and Physical Sciences Research Council (EPRSC). Dal 2010, Gejm è inoltre docente di nanotecnologie e materiali innovativi all'Università Radboud di Nimega.
Gejm ricopre inoltre la carica di Langworthy Professor all'Università di Manchester e di 2010 Anniversary Research Professor della Royal Society.

### Ricerche

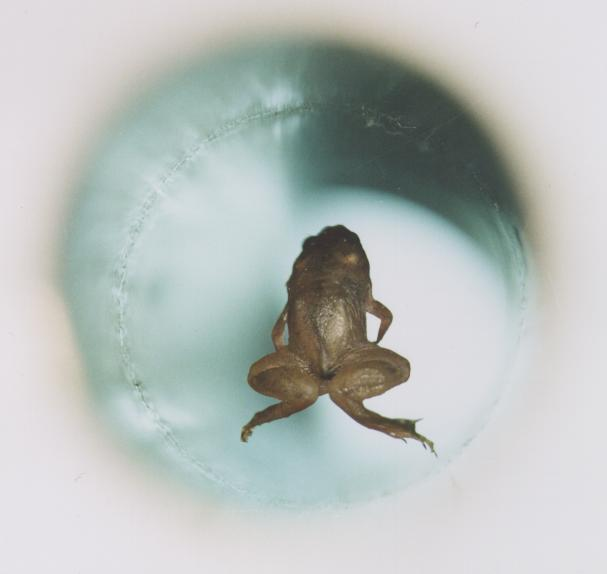
Levitazione di una rana viva nel campo magnetico generato da un solenoide di Bitter, allHigh Field Magnet Laboratory di Nimega (Premio Ig Nobel per la fisica 2000)

Tra i risultati più degni di nota vi è la scoperta del grafene e lo studio delle sue proprietà elettroniche, che gli hanno valso, insieme al collega Konstantin Novosëlov, il Premio Nobel per la fisica 2010. Gejm è anche noto per lo sviluppo di un adesivo biomimetico, ispirato alle proprietà adesive del geco, noto appunto come gecko tape, e le ricerche sulla levitazione magnetica (che ha dato luogo alla famosa dimostrazione della rana volante). Per quest'ultimo esperimento, Gejm ha ricevuto nel 2000 il Premio Ig Nobel, diviso insieme a Sir Michael Berry della Università di Bristol, divenendo così la prima persona ad aver vinto entrambi i premi.
Gejm è anche un esperto di fisica a scala mesoscopica e superconduttività.
Nel 2001 Gejm ha presentato un articolo scientifico sulla Rilevazione della rotazione della Terra mediante un giroscopio diamagnetico levitante, in cui figurava come coautore Tisha, il suo criceto preferito.

### Riconoscimenti
L'Institute of Physics, nel Regno Unito, gli ha conferito nel 2007 il Mott Medal and Prize "per la sua scoperta di una nuova classe di materiali – cristalli bi-dimensionali stabili – tra cui, in particolare, il grafene". Ha diviso il premio EuroPhysics con Konstantin Novosëlov "per aver scoperto e isolato un singolo strato di carbonio stabile (grafene) e averne messo in luce le notevoli proprietà elettroniche".
Nel 2009 ha ricevuto poi il Körber European Science Award. La National Academy of Sciences lo ha insignito con il John J. Carty Award for the Advancement of Science del 2010 "per le realizzazioni sperimentali e gli studi compiuti sul grafene, la forma bidimensionale del carbonio". A questo si aggiunge, sempre nel 2010, la Medaglia Hughes conferitagli dalla Royal Society per la "rivoluzionaria scoperta del grafene e per averne portato alla luce le notevoli proprietà".
A Gejm è stata conferita la laurea honoris causa dall'Università tecnica di Delft, dal Politecnico federale di Zurigo e dalla Università di Anversa.
Nel 2000, Gejm ha diviso con Sir Michael Berry della Bristol University, il Premio Ig Nobel per l'esperimento della rana viva levitante.

#### Premio Nobel 2010
Nel 2010 ha vinto il Premio Nobel per la fisica, riconoscimento condiviso con Konstantin Novosëlov, «per i pionieristici esperimenti riguardanti il materiale bi-dimensionale chiamato grafene», scoperto dai due fisici nel 2004.
Nell'immediatezza della notizia, Gejm ha così commentato: "Mi sento bene, ho dormito bene. Non mi aspettavo il Premio Nobel quest'anno". Ha anche detto che la notizia non ha cambiato i suoi progetti per la giornata: andare al lavoro e portare avanti le sue pubblicazioni scientifiche. Gejm ha detto di sperare che il grafene e gli altri cristalli bi-dimensionali possano cambiare in meglio la vita di tutti i giorni allo stesso modo in cui le materie plastiche lo hanno fatto per l'umanità.